# Aristida jaliscana
Aristida jaliscana är en gräsart som beskrevs av R.Guzmán och V.Jaram. Aristida jaliscana ingår i släktet Aristida och familjen gräs. Inga underarter finns listade i Catalogue of Life.